# Hirmoneura philippina
Hirmoneura philippina är en tvåvingeart som beskrevs av Banks 1921. Hirmoneura philippina ingår i släktet Hirmoneura och familjen Nemestrinidae. Inga underarter finns listade i Catalogue of Life.